# Calotes grandisquamis
Calotes grandisquamis е вид влечуго от семейство Агамови (Agamidae). Видът не е застрашен от изчезване.

## Разпространение и местообитание
Разпространен е в Индия (Карнатака, Керала и Тамил Наду).
Обитава гористи местности, хълмове и плантации.